# Encephalartos marunguensis
Encephalartos marunguensis Devred, 1958 è una pianta appartenente alla famiglia delle Zamiaceae, diffusa nella parte sudorientale della Repubblica Democratica del Congo.
Il suo epiteto specifico fa riferimento ai monti Marungu, che costituiscono l'habitat di queste piante.

## Descrizione
È una pianta acaule, con fusto in parte sotterraneo alto fino a 40 cm e con un diametro di 15 cm.
Le foglie sono lunghe 50–80 cm, di colore verde bluastro, fortemente carenate. Il rachide è di colore verde, con la parte superiore nettamente ricurva. Le foglioline lineari, lunghe 10–12 cm, sono disposte sul rachide in modo opposto, con un angolo di inserzione ottuso, che varia da 45 a 80º; i margini sono interi e lisci. Le foglioline della parte basale sono spesso ridotte a spine.
È una specie dioica, con coni maschili di forma ovoidale, di colore verde bluastro, lunghi 18–25 cm e larghi 5-7,5 cm. I coni femminili, circa della stessa forma, sono lunghi 20–30 cm e hanno un diametro di 10–15 cm. Entrambi sono prodotti in numero variabile da uno a tre.
I semi, lungi 20–30 mm, hanno una forma oblunga e sono ricoperti da un tegumento di colore rosso o giallo.

## Distribuzione e habitat
Questa pianta cresce sui monti Marungu, nella parte sudorientale della Repubblica Democratica del Congo. Sono noti anche alcuni esemplari provenienti dalla Tanzania, circa 100 km a est dei monti Marungu. L'habitat tipico di questa specie è costituito dalla savana aperta o da boschi radi con terreni granitici, ad un'altitudine compresa tra 1 400 e 1 500 m s.l.m.

## Conservazione
La IUCN Red List classifica E. marunguensis come specie vulnerabile. La popolazione adulta totale è stimata tra i 1 000 e 1 200 esemplari, con una tendenza calante. La principale minaccia è costituita dagli incendi che spesso divampano nelle zone occupate da queste piante.
La specie è inserita nella Appendice I della Convention on International Trade of Endangered Species (CITES)